# NGC 333
NGC 333 (другие обозначения — NGC 333A, MCG −3-3-13, PGC 3519) — галактика (предположительно эллиптическая) в созвездии Кит.
Этот объект занесён в Новый общий каталог несколько раз, с обозначениями NGC 333, NGC 333A.
Этот объект входит в число перечисленных в оригинальной редакции «Нового общего каталога».
Составляет взаимодействующую пару с галактикой NGC 333B на расстоянии 0,3 минуты. К югу на расстоянии 1,0 и 1,3 минуты расположены также два слабых компаньона яркостью 17,5m и 18,5m . Обе галактики пары (NGC 333 и NGC 333B) рассматриваются как галактики очень высокой светимости (very luminous galaxies, VLG), пара имеет обозначение VLG 0056-1644.